# 住友化学

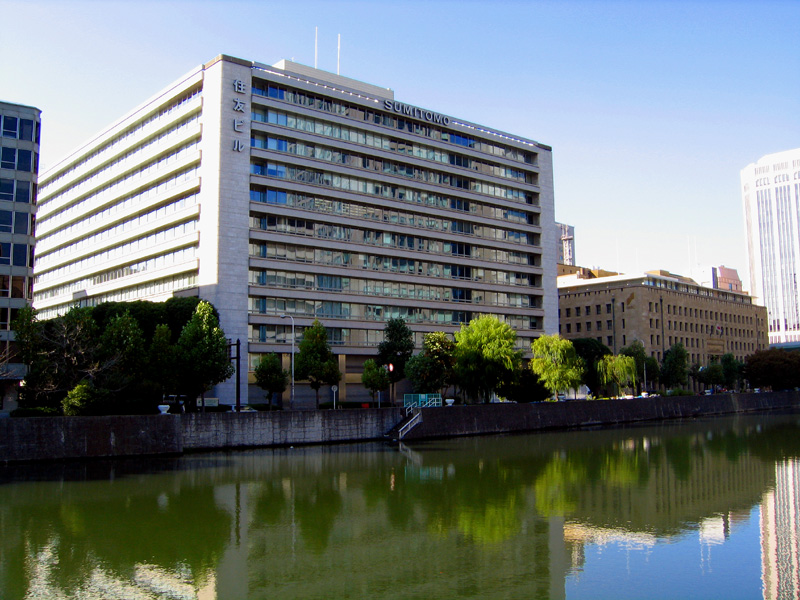
大阪本社（住友ビル本館）

住友化学株式会社（すみともかがく、英: SUMITOMO CHEMICAL COMPANY, LIMITED）は、東京都中央区日本橋と大阪府大阪市中央区北浜に本社を置く、住友グループの大手総合化学メーカーである。国内化学メーカーとしては三菱ケミカルグループに次いで第2位。主要子会社には住友ファーマ等がある。日経平均株価の構成銘柄の一つ。

## 概要
住友化学は住友グループの中核企業で、白水会および住友グループ広報委員会にも参加する企業であり、三井住友銀行（旧住友銀行）、住友金属工業（現・日本製鉄、現在は住友グループを離脱）とともに、「住友御三家」の一角をなしていた中核企業でもある。2001年4月に三井化学との経営統合が基本合意されたが、その後白紙撤回された（「三井住友」も参照）。
住友総本店による愛媛県新居浜市の別子銅山から産出した銅の精錬過程で発生する亜硫酸ガスの解決が発祥となる。住友では亜硫酸ガスの影響が周囲に及ばないように別子→新居浜→四阪島と精錬所を移転したが、結局移転だけでは煙害を解決できず、亜硫酸ガスを肥料の原料として回収・活用することで公害を解決し、食糧増産に寄与することを目指したものである。このような課題解決形の起業は現在では珍しくないが、100年以上前の大正時代では先進的な取り組みであったと言える。
中核である石化事業は、戦後に米・英の生産技術を導入して、旧住友財閥の発祥の地である愛媛県新居浜市（愛媛工場）に進出したことに端を発する。農業化学部門・農業事業を有しており、戦後に除虫菊に含まれる殺虫成分の類縁化合物ピレスロイドを工業的に化学合成する技術を確立した経緯から、家庭用・園芸用殺虫剤の原料では、世界一の市場占有率を持つ。また農薬技術を応用して、マラリアを媒介する蚊防除用の蚊帳を通じて、社会貢献としても事業をプログラム化してきた。

## 海外事業
住友化学は日本の化学メーカーにおいてもとりわけ海外事業に注力してきた歴史があることで知られる。2010年度からアジアをはじめとする海外売上高が5割を超えている。
1960年代前半、園芸用殺虫剤スミチオンの輸出を行った時から始まる。
1971年、シンガポール政府との共同事業で、同国ジュロン島における石油化学コンビナートの建設計画を手がけ、日本国政府の後押しも受けながら、東南アジア諸国連合初のエチレンセンターを持つ大規模な化学設備を稼動させるに至った。その後ジュロンにおける石化産業を形成する企業は80社を超え、シンガポールの経済発展にも寄与した。
こうした実績から、サウジアラビアの国営企業サウジ・アラムコ（サウジアラビアン・オイル・カンパニー）社と合弁で石油精製と石油化学の一体型コンプレックスを受注し、ラービグ計画を推進中である。2009年（平成21年）4月9日、エタンからエチレンを精製する、当該コンビナートの基幹設備である世界最大級のエタンクラッカーを稼動させた。2016年にラービグ第2期計画のエタンクラッカーが操業を開始した。
2011年にタッチパネル部材に参入、カラーレジストや偏光フィルムなど液晶や有機EL向け部材を生産・販売している。韓国に生産工場を持ち、スマートフォンやタブレットを製造するサムスングループなどに納入している。

## 主力製品・事業
- アグロ＆ライフソリューション

農薬 / 肥料 / 農業資材 / 家庭用・防疫用殺虫剤 / 熱帯感染症対策資材 / 飼料添加物等
- ICT＆モビリティソリューション

光学製品 / 半導体プロセス材料 / 化合物半導体材料 / タッチセンサーパネル / 高純度アルミニウム・アルミナ / 化成品 / 添加剤 / エンジニアリングプラスチックス / 電池部材等
- アドバンストメディカルソリューション

低分子医薬分野、オリゴ核酸医薬分野、再生・細胞医薬分野のCDMO（製法開発、製造受託）事業等
- エッセンシャル ＆ グリーンマテリアルズ

合成樹脂 / 合成繊維原料 / 各種工業薬品 / メタアクリル / 合成樹脂加工製品 / 普通アルミニウム・アルミナ / 合成ゴム等
- 医薬品

## 事業拠点
- 東京本社 - 東京都中央区（登記上の本店）
大阪本社- 大阪府大阪市中央区
- 工場
愛媛工場（愛媛県新居浜市）、千葉工場（千葉県市原市および袖ケ浦市）、大阪工場（大阪府大阪市此花区）、大江工場（愛媛県新居浜市）、茨城工場（茨城県日立市）、大分工場（大分県大分市）、岡山工場（岡山県倉敷市）、岐阜工場（岐阜県安八郡安八町）、三沢工場（青森県三沢市）
- 事業部門研究所
アグロ&ライフソリューション研究所（兵庫県宝塚市）、ICT&モビリティソリューション研究所（愛媛県新居浜市）、アドバンストメディカルソリューション研究所（大阪府大阪市西淀川区）、エッセンシャル&グリーンマテリアルズ研究所（千葉県袖ケ浦市）
- コーポレート研究所
生産安全基盤センター（愛媛県新居浜市）、工業化技術研究所（大阪府大阪市此花区）、生物環境科学研究所（大阪府大阪市此花区）、先端材料開発研究所（茨城県つくば市）、バイオサイエンス研究所（大阪府大阪市此花区）
- 支店 - 名古屋、福岡
- 海外 - アメリカ、イギリス、フランス、ベルギー、シンガポール、サウジアラビア、台湾、中国など

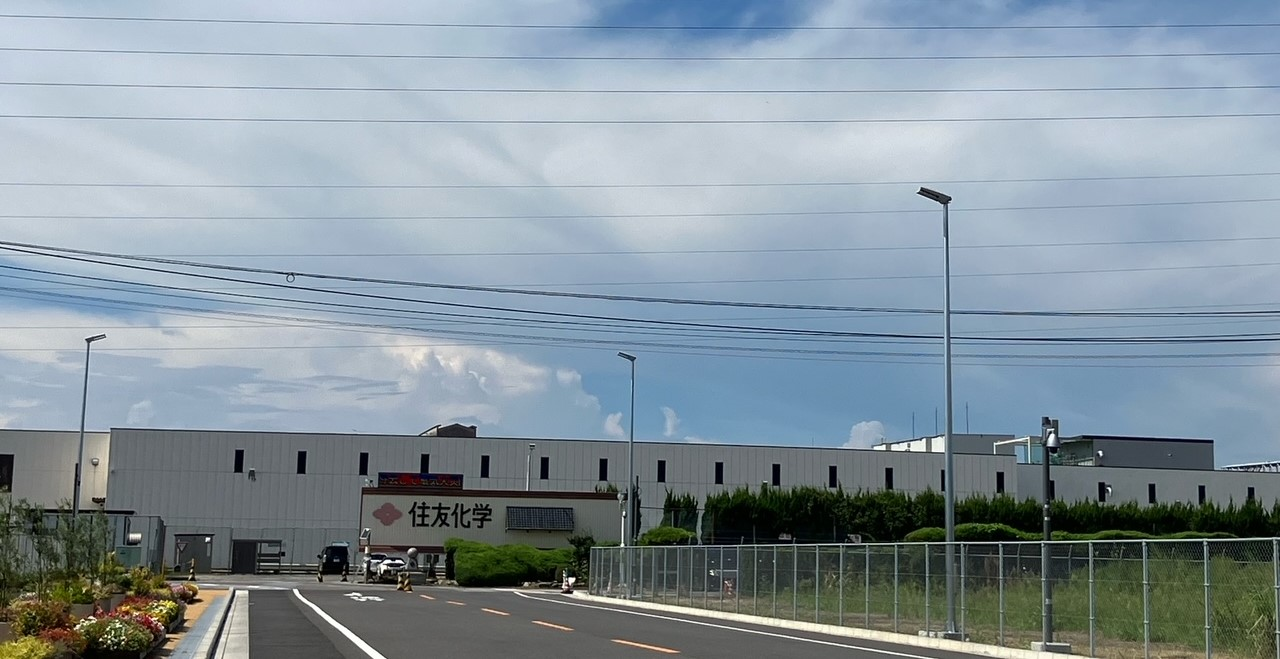
大江工場（愛媛県新居浜市）
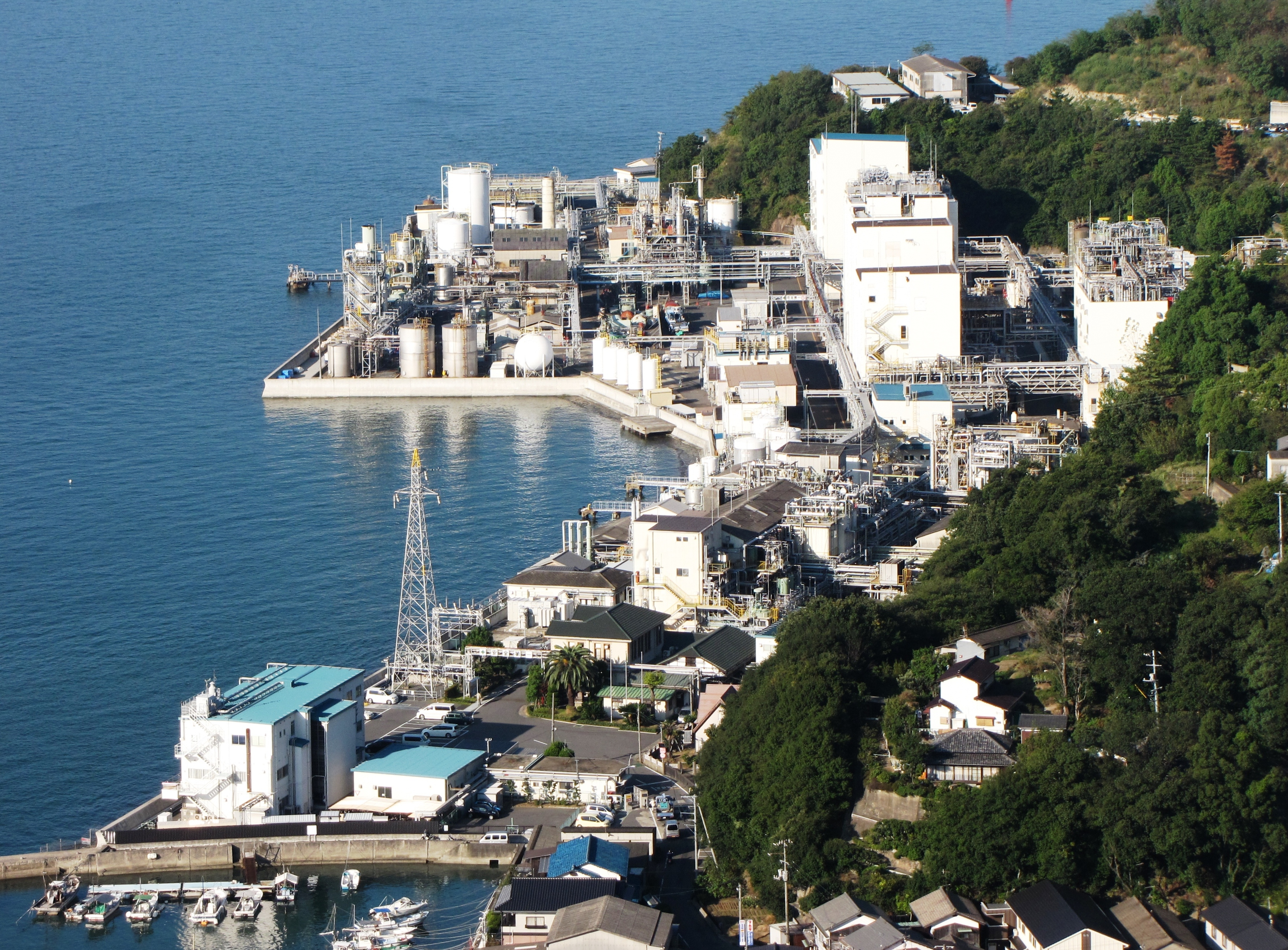
岡山プラント（岡山県倉敷市）
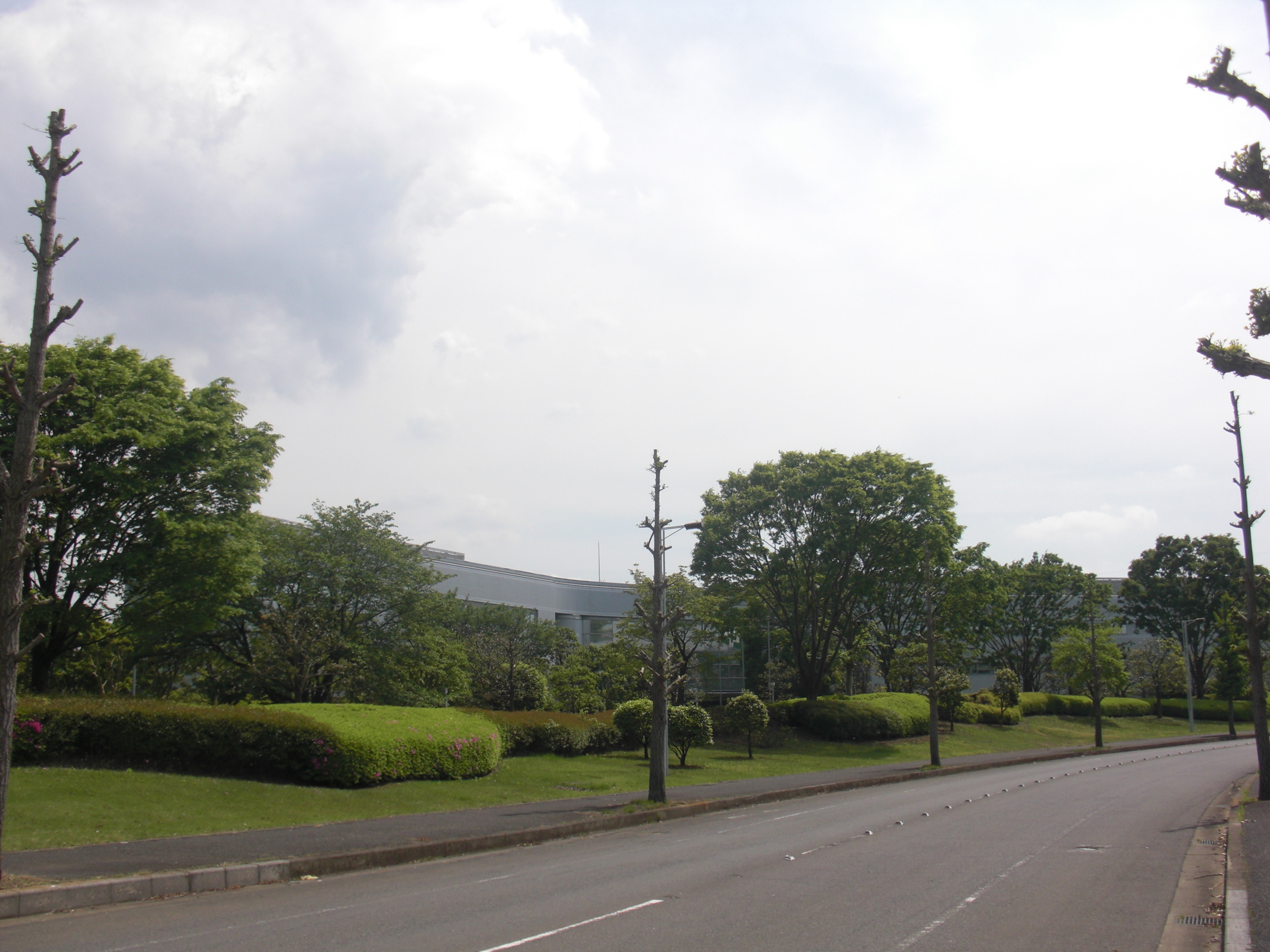
筑波開発研究所（茨城県つくば市）

## 沿革
- 1913年（大正2年） - 四国の別子銅山から産出した銅を新居浜工場で精錬する過程で発生し煙害の原因となる、亜硫酸ガスの処理を目的に住友総本店の直営事業として肥料製造所を設立。
- 1915年（大正4年） - 営業開始。
- 1925年（大正14年） - 株式会社住友肥料製造所として独立する（現在の愛媛工場）。
- 1934年（昭和9年） - 住友化学工業株式会社に商号変更。
- 1944年（昭和19年） - 日本染料製造株式会社を合併して、染料、医薬品分門に進出（現在の大阪・大分工場）。
- 1946年（昭和21年） - 日新化学工業株式会社に商号変更。
- 1949年（昭和24年） - 旧住友アルミニウム製錬株式会社から全設備を譲り受け。
- 1952年（昭和27年） - 住友化学工業株式会社に商号を戻す。
- 1958年（昭和33年） - 愛媛工場においてエチレンおよび誘導品の生産を開始し石油化学部門へ進出。
- 1965年（昭和40年）
  - 中央研究所を設置（2003年3月閉鎖）。
  - 住友千葉化学工業株式会社を設立（1975年1月同社を合併、現在の千葉工場）。
- 1971年（昭和46年） - 宝塚総合研究所を設置。
- 1976年（昭和51年） - 住友アルミニウム製錬株式会社を設立（1986年同社解散）。
- 1978年（昭和53年） - 三沢工場の操業開始。
- 1982年（昭和57年） - インドネシア・アサハン・アルミニウムが操業開始。
- 1983年（昭和58年） - 愛媛工場のエチレンプラントを休止し、千葉工場へ生産集中。
- 1984年（昭和59年）
  - 稲畑産業株式会社との間で住友製薬株式会社を設立（同年営業開始）。
  - シンガポール石油化学コンビナート操業開始。
- 1988年（昭和63年） - 大阪工場内に安全性研究棟（現在の生物環境科学研究所）を設置。
- 1989年（平成元年） - 筑波研究所を設置。住友アルミニウム販売株式会社を合併。
- 1997年（平成9年） - 「シンガポール石油化学コンビナート」第2期設備が操業開始、第1期分と合わせエチレン生産能力約100万トン。
- 1998年（平成10年） - シンガポールでのMMA・アクリル酸プロジェクトの全設備が完成
- 1999年（平成11年） - 新居浜興産株式会社を合併。
- 2000年（平成12年） - 住友製薬と共同運営するゲノム科学研究所を設立。
- 2001年（平成13年） - 情報電子化学部門を新設、基礎化学・石油化学・精密化学・農業化学・医薬品との6部門体制となる。東洋色素工業株式会社を合併。
- 2002年（平成14年） - 武田薬品工業の農薬事業を、同社との合弁で設立した住化武田農薬株式会社に譲受（のち、2007年に吸収合併）。
- 2003年（平成15年） - 同年10月に予定していた三井化学との経営統合が破談となる[8]。
- 2004年（平成16年）
  - サウジ・アラムコと世界最大級石油精製・石油化学統合コンプレックス建設に向けた覚書を締結。
  - 住化物流株式会社を合併。
  - 住友化学株式会社に商号変更。本店を大阪市中央区北浜四丁目5番33号から東京都中央区新川二丁目27番1号に移転。
- 2005年（平成17年）
  - サウジ・アラムコとの合弁会社ラービグ・リファイニング・アンド・ペトロケミカル・カンパニー（ペトロ・ラービグ）を設立。
  - 住友製薬と大日本製薬が合併し、大日本住友製薬株式会社となる。
- 2007年（平成19年） - 高分子有機ELデバイス開発を行うケンブリッジ・ディスプレイ・テクノロジーを完全子会社化。住化武田農薬株式会社を合併。
- 2008年（平成20年） - 環境省の「エコファースト制度」に認定。住化エピソリューション株式会社を合併。
- 2009年（平成21年）
  - ペトロ・ラービグの石油精製・石油化学統合コンプレックスの基幹プラントであるエタンクラッカーが稼動開始。
  - 大日本住友製薬がアメリカの医薬品会社セプラコール（現・サノビオン）を買収。
- 2010年（平成22年） - 日本アルデハイド株式会社を合併。
- 2011年（平成23年） - 精密化学部門を廃止し、基礎化学、情報電子化学、農業化学の各部門に再編するとともに、農業化学部門を健康・農業関連事業部門に改称。
- 2015年（平成27年） - 基礎化学部門、石油化学部門を再編、石油化学部門とエネルギー・機能材料部門へ改組。
- 2016年（平成27年） - ペトロ・ラービグの第2期エタンクラッカーが操業開始。
- 2017年（平成29年） - バイオサイエンス研究所を設置し、同研究所に大日本住友製薬株式会社（現 住友ファーマ株式会社）のゲノム科学研究所の研究機能を移管。
- 2018年（平成30年）4月1日 - CO2M-Tech株式会社を合併
- 2019年（令和元年） - 大日本住友製薬株式会社（現 住友ファーマ株式会社）がイギリスのロイバント・サイエンシズと戦略的提携。
- 2020年（令和2年） - オーストラリアの大手農薬会社ニューファーム社の南米子会社4社を買収。
- 2021年（令和3年） - 東京本社を東京都中央区日本橋二丁目の東京日本橋タワーに移転[9]。住友化学システムサービス株式会社を合併。
- 2022年（令和4年） - 石油化学部門をエッセンシャルケミカルズ部門へ改称。株式会社サイオクスを合併。
- 2024年（令和6年） - 保有する住化カラー株式会社の株式を日本ピグメント株式会社に譲渡[10][11]。
- 2025年（令和7年） - 保有する日本メジフィジックス株式会社の全株式を、アメリカのGEヘルスケアに譲渡[12][13][14]。保有する住友化学園芸株式会社の株式を大日本除虫菊株式会社に譲渡[15][16][17]。

## 歴代社長、CEO
| 代数   | 氏名       | 在任期間    | 出身校                     |
| ------ | ---------- | ----------- | -------------------------- |
| 初代   | 大屋敦     | 1941 - 1947 | 東京帝国大学工学部         |
| 第2代  | 土井正治   | 1947 - 1963 | 東京帝国大学法学部         |
| 第3代  | 大谷一雄   | 1963 - 1965 | 京都帝国大学法学部         |
| 第4代  | 長谷川周重 | 1965 - 1977 | 東京帝国大学法学部         |
| 第5代  | 土方武     | 1977 - 1985 | 東京帝国大学経済学部       |
| 第6代  | 森英雄     | 1985 - 1993 | 京都帝国大学法学部         |
| 第7代  | 香西昭夫   | 1993 - 2000 | 東京大学法学部             |
| 第8代  | 米倉弘昌   | 2000 - 2009 | 東京大学法学部             |
| 第9代  | 廣瀨博     | 2009 - 2011 | 神戸大学経営学部           |
| 第10代 | 十倉雅和   | 2011 - 2019 | 東京大学経済学部           |
| 第11代 | 岩田圭一   | 2019 - 2025 | 東京大学法学部             |
| 第12代 | 水戸信彰   | 2025 -      | 名古屋大学大学院農学研究科 |

| 代数  | 氏名     | 在任期間    | 出身校         |
| ----- | -------- | ----------- | -------------- |
| 初代  | 米倉弘昌 | 2014 - 2014 | 東京大学法学部 |
| 第2代 | 石飛修   | 2014 - ?    | 東京大学工学部 |

## 主要関係会社
2025年3月末時点の子会社及び関連会社総数は241社である。

### 住化（すみか）グループ
機能展開会社が大半である。社名の冠に「住友」、「住化」を付けることができる条件については社内規定がある。
[持株比率のうち、＊は住友化学の子会社が所有する株を含めた比率]
アグロ＆ライフソリューション
- アイアグリ - 40.57%出資
- 大分ゼネラルサービス - 100%出資
- 住化アグロ製造 - 99.0%出資
- 住化エンバイロメンタルサイエンス (SES)  - 100%出資
- 住化テクノサービス - 100%出資
- 住化農業資材 - 100%出資＊
- 住化福栄アグロ - 50.0%出資
- ティーエスアグロ - 50.0%出資
- レインボー薬品 - 87.1%出資
- Botanical Resources Australia Pty Ltd. (BRA Group）
- KenoGard S.A. - 100%出資
- McLaughlin Gormley King Company - 86.5%出資＊
- Mycorrhizal Applications, LLC - 100%出資＊
- Philagro France S.A.S. - 100%出資＊
- Philagro Holding S.A. - 100%出資
- Philagro South Africa （Pty.） Ltd. - 65.0%出資
- Sumitomo Chemical (Thailand), Co., Ltd. - 100%出資＊
- Sumitomo Chemical （U.K.）plc. - 100%出資
- Sumitomo Chemical Agro Europe S.A.S. - 100%出資
- Sumitomo Chemical Agro Seoul, Ltd. - 100%出資
- Sumitomo Chemical Argentina S.A.
- Sumitomo Chemical Australia Pty. Ltd. - 100%出資
- Sumitomo Chemical Brasil Indústria Química S.A. - 100%出資
- Sumitomo Chemical Chile S.A.S.
- Sumitomo Chemical Colombia S.A.
- Sumitomo Chemical Enviro-Agro Asia Pacific Sdn. Bhd. - 100%出資
- Sumitomo Chemical India Limited - 75.0%出資
- Sumitomo Chemical Italia S.r.l - 100%出資
- Sumitomo Chemical Philippines Inc. - 100%出資＊
- Sumitomo Chemical Shanghai Co., Ltd.（住友化学（上海）有限公司） - 100%出資＊
- Sumitomo Chemical Taiwan Co., Ltd.（台湾住友化学股份有限公司） - 100%出資
- Sumitomo Chemical Vietnam, Co., Ltd. - 100%出資＊
- Valent Biosciences Corp. - 100%出資＊
- Valent U.S.A. LLC - 100%出資
- Vector Health International Ltd. - 50.0%出資

ICT＆モビリティソリューション
- オー・エル・エス - 50.0%出資
- 大阪ゼネラルサービス - 100%出資
- サンリッツ
- 住化アッセンブリーテクノ - 100%出資
- Dongwoo Fine-Chem Co., Ltd.（東友ファインケム） - 100%出資
- Sumika Electronic Materials (Changzhou) Co., Ltd.（住化電子材料科技（常州）有限公司）
- Sumika Electronic Materials (Shanghai) Corporation（住化電子管理（上海）有限公司） - 100%出資
- Sumika Electronic Materials (Shenzhen) Co., Ltd. （住化電子材料科技（深圳）有限公司） - 100%出資
- Sumika Electronic Materials (Wuxi) Co., Ltd.（住化電子材料科技（無錫）有限公司） - 100%出資＊
- Sumika Electronic Materials (Xi'an) Co., Ltd. （住化電子材料科技（西安）有限公司） - 100%出資＊
- Sumika Electronic Materials Vietnam Co., Ltd. （住化電子材料ベトナム）
- Sumika Technology Co., Ltd.（住華科技（股）有限公司） - 85.0%出資
- Sumitomo Chemical Advanced Technologies LLC - 100%出資
- 住化ケムテックス - 100%出資
- 住化宏和テック
- 田岡化学工業 - 51.4%出資
- 田中化学研究所 - 50.5%出資
- Bara Chemical Co., Ltd. - 55.0%出資
- SSLM Co., Ltd. - 100%出資

アドバンストメディカルソリューション
- S-RACMO - 100%出資＊
- 住化分析センター (SCAS) - 100%出資
- RACTHERA - 100%出資＊
- 広栄化学 - 56.1%出資

エッセンシャル＆グリーンマテリアルズ
- イージーエス - 100%出資
- 京葉エチレン - 45.0%出資
- 住化アクリル販売 - 100%出資
- 住化加工紙 - 100%出資
- 住化コベストロウレタン (SCU) - 40.0%出資
- 住化積水フィルム - 45.0%出資
- 住化プラステック (SPT) - 100%出資
- 住化ポリカーボネート - 100%出資
- 千葉ゼネラルサービス - 100%出資
- 新居浜コールセンター - 40.0%出資＊
- 日本イソブチレン - 50.0%出資
- 日本エイアンドエル - 33.5%出資
- 日本エボリュー - 25.0%出資
- 日本シンガポール石油化学 - 79.7%出資
- 日本シンガポールポリオレフィン - 95.7%出資
- 日本メタアクリルモノマー - 64.0%出資
- Jilin Dongcheng Sumika Polymer Compounds Co., Ltd. (吉林省東承住化汽車複合塑料有限公司) - 50.0%出資
- PCS Pte. Ltd. - 50.0%出資＊[19]
- ペトロ・ラービグ (Rabigh Refining and Petrochemical Company) - 37.5%出資
- Singapore Methyl Methacrylate Pte. Ltd. - 100%出資＊
- Sumika Polymer Compounds (Thailand) Co. Ltd. - 55.0%出資
- Sumika Polymer Compounds Europe Ltd. - 55.1%出資
- Sumika Polymers North America Inc. - 100%出資
- Sumitomo Chemical Asia Pte. Ltd. - 100%出資
- The Polyolefin Company（Singapore）Pte. Ltd. - 70.0%出資＊
- 朝日化学工業 - 100%出資
- 住化アルケム - 100%出資
- セラテック - 100%出資

住友ファーマ
- 住友ファーマ - 51.8%出資
- Sumitomo Pharma America, Inc. - 100%出資＊
- Sumitomo Pharma Asia Pacific Pte. Ltd. - 100%出資
- Sumitomo Pharma (China) Co., Ltd. (住友制葯投資(中国)有限公司)
- Sumitomo Pharma (Suzhou) Co., Ltd. （住友制葯（蘇州）有限公司） - 100%出資＊
- Sumitomo Pharma (Thailand) Co., Ltd.
- Sumitomo Pharma Canada, Inc.
- Sumitomo Pharma Malaysia Sdn. Bhd.
- Sumitomo Pharma Switzerland GmbH
- Sumitomo Pharma Taiwan Co., Ltd.
- Sumitomo Pharma Trading (Suzhou) Co., Ltd.（住友制葯貿易（蘇州）有限公司）

その他
- 住化HRサービス - 100%出資
- 住化技術情報センター (STIS) - 100%出資
- 住化パートナーズ (SPS)  - 100%出資
- 住化ファイナンス - 100%出資
- 住化不動産 (SRE)  - 100%出資
- 住友共同電力 - 52.5%出資
- 住友精化 - 31.2%出資
- Cambridge Display Technology, Inc. - 100%出資＊
- S.C.C. Insurance Pte. Ltd. - 100%出資
- SUMIKA DX ACCENT - 80%出資
- Sumitomo Chemical (China) Co.,Ltd. （住友化学投資（中国）有限公司） - 100%出資
- Sumitomo Chemical America, Inc. - 100%出資
- Sumitomo Chemical Europe S.A./N.V. - 100%出資＊
- Sumitomo Chemical Turkey Kimya Sanayi Ve Ticaret Anonim Sieket - 100%出資＊
- シアテック - 100%出資＊
- JFEプラントテクノロジー - 33.4%出資
- 住化ロジスティクス (SLC) - 100%出資

### 関係会社
- 稲畑産業 - 10.2%出資
- 日本触媒 - 5.17%出資
- 大倉工業 - 5.58%出資
- サンケイ化学 - 12.5%出資
- 住友アルミニウム製錬（かつての住友グループ企業、旧住友軽金属（現UACJ）との合弁）

## テレビ番組
- 日経スペシャル ガイアの夜明け 世界を救うニッポンの技術～企業が果たす社会貢献とは?～（2008年6月3日、テレビ東京）[20] - 薬剤を練りこんだ蚊帳を取材。

## 在籍した人物
- 榛葉良之助
- 山田興一